# Stanisława Borkowska
Stanisława Borkowska (ur. 26 grudnia 1939 w Retkach) – polska ekonomistka, profesor nauk ekonomicznych, wiceminister pracy i polityki socjalnej (1984–1989).

## Życiorys
Urodziła się w rodzinie rolników Anyszków – była córką Jana i Anastazji z domu Stańczyk. W 1945 rozpoczęła naukę w szkole czteroklasowej w Retkach, a następnie uczyła się w szkole powszechnej w Zdunach. W 1956 skończyła Liceum Ogólnokształcące w Dąbrowie Zduńskiej i od razu rozpoczęła studia na Wyższej Szkole Ekonomicznej w Łodzi (początkowo Wydział Finansów, potem Wydział Przemysłu). Stopień magistra ekonomii uzyskała tam po obronie pracy magisterskiej zatytułowanej Kredytowanie przedsiębiorstwa przemysłowego. Zatrudniła się jako asystent w Katedrze Ekonomiki Przedsiębiorstwa swojej uczelni 1 października 1961.
Interesując się zagadnieniami motywowania do pracy doktoryzowała się 28 listopada 1966 na podstawie rozprawy Współdziałanie nakazów i zespołowych bodźców materialnych w przemyśle bawełnianym w 20-leciu Polski Ludowej (pod kierunkiem docenta Brunona Kelera. W 1970 została adiunktem w Zakładzie Ekonomiki Przedsiębiorstwa i Analizy Ekonomicznej Instytutu Organizacji i Zarządzania na Wydziale Ekonomiczno-Socjologicznym Uniwersytetu Łódzkiego. Habilitowała się 26 czerwca 1971 na podstawie rozprawy Nakazy i bodźce a model przedsiębiorstwa.
W 1977 dzięki jej zabiegom został powołany Zakład Ekonomiki Pracy, przekształcony potem w Katedrę Pracy i Polityki Społecznej, skonfederowaną w strukturze Instytutu Ekonomik Stosowanych i Informatyki. Kierowała tą katedrą do 30 września 2010. W latach 1991–1999 kierowała również Ośrodkiem Naukowo-Badawczym Ekonomiki Pracy i Stosunków Przemysłowych powołanym z jej inicjatywy na łódzkim Uniwersytecie.
W 1982 została profesorem nadzwyczajnym, a profesorem zwyczajnym w 1987. 30 września 2011 przeszła na emeryturę.
Do jej głównych zainteresowań naukowych należały problemy o charakterze interdyscyplinarnym, kluczowe dla usprawnienia systemu zarządzania przedsiębiorstwami, tak w gospodarce planowej, jak i rynkowej. Była autorytetem naukowym w zakresie zarządzania zasobami ludzkimi. Łączyła wątki naukowe z potrzebami praktyki gospodarczej, czego przykładem jest jej koncepcja wartościowania pracy w polskiej gospodarce. Interesowała się badaniami nad skutecznym wykorzystaniem bodźców w ścisłym współdziałaniu z nakazami w zarządzaniu przedsiębiorstwami socjalistycznymi. Krytykowała m.in. politykę płacową jaka obowiązywała w Polsce w latach 70. I 80. XX wieku, w tym sztywne płace zasadnicze. Wniosła istotny wkład w rozwój systemów motywowania (książka System motywowania w przedsiębiorstwie z 1985, za którą otrzymała nagrodą indywidualną I stopnia Ministra Nauki i Szkolnictwa Wyższego.
Była, m.in., ekspertem Komisji Planowania przy Radzie Ministrów w latach 1973–1989, a także członkiem Komisji Rządowej ds. Reformy Gospodarczej w latach 1980–1989. W 1984 została powołana na stanowisko podsekretarza stanu w tym ministerstwie, które piastowała do końca 1989.
Od 1997 prowadziła prace naukowo-badawcze w Instytucie Pracy i Spraw Socjalnych. Pozostaje tam nadal kierownikiem Zakładu Zarządzania Zasobami Ludzkimi (od 2004). W latach 1997–2002 była dyrektorem tego instytutu.
Był inicjatorką powołania dwumiesięcznika Zarządzanie Zasobami Ludzkimi. Jest jego redaktorem naczelnym. Angażowała się w prace Polskiego Towarzystwa Ekonomicznego, w tym działalność zarządu. Sprawowała funkcję przewodniczącej Komitetu Głównego Olimpiady Wiedzy Ekonomicznej.
Stworzyła ponad 450 prac naukowych, w tym ponad trzydzieści książek (także w zespole). Wypromowała jedenaście prac doktorskich.

## Nagrody i odznaczenia
Otrzymała:
- Krzyż Komandorski Orderu Odrodzenia Polski (2001)[2],
- Krzyż Oficerski Orderu Odrodzenia Polski (1989),
- Krzyż Kawalerski Orderu Odrodzenia Polski (1983),
- Medal Komisji Edukacji Narodowej (1984),
- Medal Uniwersytet Łódzki w Służbie Społeczeństwu i Nauce (1986),
- Medal Universitatis Lodziensis Merentibus (2007),
- sześciokrotnie nagrody Ministerstwa Nauki, Szkolnictwa Wyższego i Techniki oraz Ministerstwa Edukacji Narodowej i Sportu,
- nagrody Polskiej Akademii Nauk (dwukrotnie przez komitety nauk PAN),
- dziewięciokrotnie nagrody Uniwersytetu Łódzkiego,
- Medal im. Wacława Szuberta (2002),
- Nagrodę Prezesa PAN za osobisty wkład w kierowanie pracami Komitetu Nauk o Pracy i Polityce Społecznej PAN w latach 2003–2006 (2007)[1].

## Rodzina
W 1961 zawarła związek małżeński z Marianem Borkowskim i ma z nim dwóch synów: Rafała Mikołaja i Krzysztofa Mariusza.